# Март 2020 года

Список событий марта 2020 года.

## События
- 1 марта
  - Парижский Лувр закрылся на неопределённый срок из-за опасений, связанных с распространением коронавируса[1].
  - Главный приз 70-го Берлинского кинофестиваля получила картина иранского режиссёра Мохаммада Расулофа «Здесь нет зла»[2].
  - Министр национальной обороны Турции Хулуси Акар сообщил, что в сирийском Идлибе с 27 февраля проводится операция под названием «Весенний щит»[3][4].
  - Люксембург стал первой страной с бесплатным общественным транспортом[5].
- 2 марта
  - Сирийскими войсками при поддержке российской авиации был занят город Серакиб[6].
  - В Иране умер от коронавируса член Совета целесообразности Сейед Мохаммад Мирмихаммади, также результаты анализов подтвердили наличие коронавируса у 23 депутатов парламента Ирана[7][8].
- 3 марта
  - Совет управляющих Федеральной резервной системы США собрался на экстренное заседание, чтобы обсудить опасность эпидемии коронавируса для американской экономики, совет единогласно утвердил снижение ставки сразу на 0,5 процентного пункта[9].
  - Ирландские архитекторы Ивонн Фаррелл и Шелли Макнамара  выиграли Притцкеровскую премию[10].
- 4 марта
  - Бывший вице-президент США Джо Байден одержал победу на праймериз в «супервторник»[11].
  - В Санкт-Петербурге зафиксировали первый случай заражения коронавирусной инфекцией[12].
  - Верховная рада проголосовала за отставку премьер-министра Украины Алексея Гончарука[13].
- 5 марта
  - Власти Ирана уведомили режиссёра, победителя Берлинского кинофестиваля Мохаммада Расулофа о необходимости отбывания тюремного заключения[14].
  - Круизный лайнер Grand Princess прервал тур и был перенаправлен в Калифорнию после сообщения о смерти одного из бывших пассажиров от коронавируса[15].
  - Президенты России и Турции Владимир Путин и Реджеп Эрдоган договорились о прекращении боевых действий в сирийской провинции Идлиб[16].
- 6 марта
  - Ровер миссии NASA «Марс-2020» получил имя «Настойчивость» (Perseverance)[17].
- 8 марта
  - В Италии в связи с коронавирусной инфекцией COVID-19 закрыты все музеи, театры, кинотеатры, отменены концерты. Жителям Ломбардии, Венеции, Эмилии-Романьи, Марке, Венето и Пьемонта запрещено покидать свой регион, а всем остальным — въезжать в него[18].
- 9 марта
  - В судебном комплексе «Схипхол» в 50 км от Гааги (Нидерланды) начался судебный процесс над лицами, подозреваемыми в причастности к крушению Боинга 777 17 июля 2014 года в Донецкой области[19].
  - Стоимость нефти на бирже ICE в Лондоне упала более чем на 30 % после непродления сделки ОПЕК+ о сокращении добычи и заявления Саудовской Аравии о планах увеличить добычу нефти[20].
  - Нью-Йоркская фондовая биржа временно приостановила торги спустя три минуты после открытия, так как индексы S&P 500 и Dow Jones упали более чем на 7 %, вслед за европейскими и азиатскими[21].
  - Пандемия COVID-19: Власти Италии объявили о введении жёстких мер карантина на всей территории, до 3 апреля передвижение по стране без уважительных причин было запрещено[22].
- 10 марта
  - Госдума РФ голосовала по законопроекту об поправках к Конституцию во втором чтении, была принята поправка депутата от «Единой России» Валентины Терешковой об обнулении президентских сроков, позволяющем В. В. Путину снова претендовать на пост главы государства в 2024 году ещё на два срока[23].
- 11 марта
  - Microsoft удалось захватить шесть миллионов доменных имен, используемых ботнетом Necurs[24].
  - Американские палеонтологи обнаружили в бирманском янтаре, знаменитом своими многочисленными окаменелостями мезозойского возраста, череп крохотного птицеподобного динозавра получившего название Oculudentavis khaungraae[25].
- 12 марта
  - Пандемия COVID-19: Президент США Дональд Трамп запретил въезд в США из стран Шенгенской зоны[26].
  - На фоне ценовой войны между Эр-Риядом и Москвой входящие в Организацию стран — экспортёров нефти Ирак и Кувейт последовали примеру Саудовской Аравии и решили уменьшить цены на сырье в апреле, в то время как ОАЭ сделали это и для февральских продаж[27].
  - Чёрный четверг: на фоне социально-экономических последствий пандемии COVID-19 основные американские индексы Dow Jones, S&P 500 и NASDAQ обрушились почти на 10 %, показав самое большое снижение за последние 33 года[28].
  - Индекс фондовой биржи РТС за три дня упал на 23,17 % и показал минимальные значения с 2016 года[29].
- 13 марта
  - Президент США Дональд Трамп объявил в США общенациональный режим чрезвычайной ситуации из-за распространения коронавируса в стране[30].
- 14 марта
  - Один из основателей и бывший гендиректор Microsoft Билл Гейтс покинул совет директоров компании, чтобы уделять больше времени благотворительности[31].
- 15 марта
  - В Венеции благодаря режиму карантина очистилась вода каналов.
- 16 марта
  - Конституционный суд России одобрил предложенные президентом России Владимиром Путиным поправки к Конституции[32].
- 17 марта
  - Многие страны, например, Украина, Чехия, Молдавия, Австрия, закрыли свои границы или сильно ограничили их пересечение или объявили о закрытии границ в ближайшем будущем, с целью приостановить распространение пандемии COVID-19[33].
  - В Лос-Анджелесе объявили имена обладателей антипремии «Золотая малина» — награды за худшие достижения в кинематографе. Худшим фильмом стала экранизация мюзикла Эндрю Ллойда Уэббера «Кошки», получившая в общей сложности шесть «Малин»[34].
  - Испания, последняя из стран НАТО, ратифицировала вступление Северной Македонии в альянс[35].
- 18 марта
  - Курс доллара впервые после четырёхлетнего перерыва на международных торгах преодолел отметку 82 рубля и на 21.30 стоил 82,75 рубля. Курс евро на международных торгах превышал 90 рублей[36].
  - Цена российской нефтяной смеси Urals упала ниже 19 долларов за баррель и составила 18,64 $ за баррель, что соответствует ценам 2002 года[37].
  - В выпуске новостей на главном китайском телеканале CCTV были зафиксированы важные достижения Китая: больше нет локальных новых пациентов с подозрением на коронавирус и новых подтверждённых больных[38] (все новые случаи заражения были найдены только у приехавших из-за границы).
  - Отменён международный песенный конкурс «Евровидение»[39].
  - Кубинский порт Мариэль в 40 километрах от Гаваны принял британский круизный лайнер MS Braemar, которому отказали в заходе в свои порты Барбадос и Багамские острова, а также Кюрасао, так как на борту судна были подтверждены пять случаев заражения коронавирусом[40].
- 19 марта
  - В порт Усть-Луга из Германии прибыло судно «Михаил Дудин» с 600 тоннами радиоактивных отходов от обогащения урана (обеднённый гексафторид урана). Далее урановые «хвосты» отправят по железной дороге на Уральский электрохимический комбинат в Новоуральске[41].
  - На склоне холма у входа на платформу Москворечье в Москве полиция задержала более 60 противников строительства автострады Юго-Восточная хорда на части территории радиоактивного могильника возле парка Коломенское, непосредственно у Московского завода полиметаллов (ТВЭЛ)[42].
- 20 марта
  - Пандемия COVID-19:
    - В России в связи с распространением коронавирусной инфекции COVID-19 на месяц отменены ограничения на поставки товаров первой необходимости, в том числе таможенные. В перечень попадают продовольственные и непродовольственные продукты, а также лекарственные препараты и медицинские изделия[43].
    - Мечеть Масджид аль-Харам в Мекке и Мечеть пророка Масджид ан-Набави в Медине объявили о своем закрытии на неопределенное время из-за нестабильной эпидемиологической ситуации[44].
    - Гражданам Аргентины запрещается выходить из дома без необходимости до 31 марта[45].

  - В центре Москвы был демонтирован памятник Жукову и заменён временной копией, которая, впрочем, также была демонтирована на следующий день[46].
- 21 марта
  - Количество первичных обращений за пособием по безработице в Соединённых Штатах увеличилось за последнюю отчётную неделю до рекордных 3,28 млн, предыдущий рекорд 1982 года побит более чем в четыре раза[47].
- 22 марта
  - Более 10 человек пострадали в результате произошедшей в Загребе серии землетрясений[48].
- 24 марта
  - Совет Европейского союза одобрил начало переговоров о вступлении Албании и Северной Македонии в Европейский союз[49].
- 25 марта
  - Суд в США запретил выпуск криптовалюты Telegram[50].
  - Индия закрылась на самый масштабный в мире карантин: 1,3 миллиарда человек запрещено выходить из домов[51].
  - В России в связи с распространением коронавирусной инфекции COVID-19 на месяц до 25 апреля отменяются ограничения в городской черте для транспорта торговых сетей — приостанавливается проведение весового контроля транспортных средств, перевозящих продовольственные и непродовольственные товары первой необходимости (продукты питания, детские товары, лекарственные средства) в прицепах и полуприцепах платформенного типа с тентированным верхом[52][53].
- 26 марта
  - ФИДЕ отложила Турнир претендентов по шахматам 2020 из-за пандемии COVID-19[54].
  - Госдепартамент США объявил ряд наград за информацию, которая приведёт к аресту и/или осуждению венесуэльских граждан, в отношении которых министерство юстиции США обнародовало обвинительные заключения за их роль в международном обороте наркотиков, среди них и президент Венесуэлы Николас Мадуро[55].
- 27 марта
  - У премьер-министра Великобритании Бориса Джонсона обнаружен коронавирус. «Я нахожусь в самоизоляции и работаю из дома. Считаю, что это единственно правильное решение в сложившейся ситуации» — сообщил он в Твиттере[56].
  - Цена российской нефтяной смеси Urals упала ниже 18 долларов за баррель и составила 17,7 $ за баррель, что соответствует ценам конца 1980-х годов[57].
  - 26 марта от коронавируса в Париже умерла принцесса Мария Тереза Бурбон-Пармская из линии Пармских Бурбонов, дочь герцога Хавьера и сестра Сикста-Генриха[58].
  - Мэр Москвы Сергей Собянин открыл Некрасовскую линию метрополитена и примыкающую к ее второму участку часть Большой кольцевой линии метро — всего шесть станций — «Юго-Восточная», «Окская», «Стахановская», «Нижегородская», «Авиамоторная» и «Лефортово»[59].
  - Северная Македония стала 30-м членом НАТО[60].
- 28 марта
  - Пандемия COVID-19: в Череповце (Вологодская область) объявлена чрезвычайная ситуация. Причиной стали 2 выявленных случая заболевания коронавирусной инфекцией среди жителей города и ещё семь случаев с подозрением на коронавирус[61].
  - «Роснефть» объявила о прекращении деятельности в Венесуэле и продаже активов, связанных с деятельностью в этой стране, компании на 100 % принадлежащей российскому государству. В обмен «Роснефть» получит 9,6 % собственных акций[62].
  - Росимущество учредило компанию «Росзарубежнефть» с капиталом 323 млрд рублей, которая будет заниматься добычей и транспортировкой нефти и нефтяного (попутного) газа[63][64].
- 29 марта
  - В Московской области из-за распространения коронавирусной инфекции COVID-19 с 20:00 для всех жителей введён режим самоизоляции[65].
- 30 марта
  - В связи с распространением коронавирусной инфекции COVID-19 в России полностью закрыли границы[66].
  - В Москве[67] и ещё в более чем 10 регионах из-за угрозы распространения пандемии COVID-19 введён режим самоизоляции[68].
  - В Астраханской области в связи с коронавирусом в соответствии с Федеральным законом «О санитарно-эпидемиологическом благополучии населения» введён карантин[69].
  - Цена российской нефтяной смеси Urals упала ниже 17 долларов за баррель и составила 16,2 $ за баррель[70].
  - Для помощи Нью-Йорку в борьбе с коронавирусом прибыл USNS Comfort (T-AH-20)[англ.] — плавучий госпиталь Военно-морских сил США[71].
  - Из голландского музея Singer Laren украли картину Винсента Ван Гога «Сад у дома священника в Нюэнене весной»[72].
- 31 марта
  - В непризнанной НКР на выборах президента в первом туре победил Араик Арутюнян[73]. Явка составила более 70 %. Одновременно прошли и парламентские выборы.
  - Федеральное собрание РФ одобрило закон, предоставляющий правительству РФ право вводить режим чрезвычайной ситуации[74].